# Рядовка опоясанная
Рядовка опоясанная (лат. Tricholoma cingulatum) — вид грибов, входящий в род Рядовка (Tricholoma) семейства Рядовковые (Tricholomataceae).
Синонимы:
- Agaricus cingulatus Almfelt, 1830basionym
- Armillaria cingulata (Almfelt) Quél., 1872

## Описание
- Шляпка 2—6 см в диаметре, в молодом возрасте конической или выпукло-конической формы, с подвёрнутым краем, затем становится плоско-выпуклой и почти плоской, с бугорком в центре, серого или серо-бурого цвета, у молодых грибов бархатистая, затем покрытая мелкими тёмно-серыми чешуйками.
- Мякоть белого или буроватого цвета, с неприятным мучнистым вкусом и сильным мучнистым запахом.
- Гименофор пластинчатый, пластинки приросшие или выемчатые, частые, у молодых грибов белые или сероватые, с возрастом и при повреждении иногда желтеют, со слабо пильчатым краем.
- Ножка 4—7 см длиной и 0,4—1,6 см толщиной, обычно почти ровная, беловатого цвета, в верхней части покрыта белыми хлопьями, ниже сероволокнистая. Кольцо располагается в верхней части, беловатое, иногда с черноватым краем.
- Споровый порошок ржаво-коричневого цвета. Споры 4,5—6×2—3,5 мкм, эллиптической или продолговатой формы. Базидии четырёхспоровые, без пряжек, 19—23×4,5—6 мкм. Пилеипеллис — кутис, состоящий из узких цилиндрических гиф до 10 мкм толщиной. Гифы без пряжек.
- Токсические свойства гриба не изучены.

## Ареал и экология
Произрастает обычно довольно большими группами, довольно часто. Образует микоризу с тополем, ивой и берёзой. Широко распространена в Европе и Северной Америке.

## Сходные виды
- Tricholoma argyraceum (Bull.) Gillet, 1874
- Tricholoma scalpturatum var. atrocinctum Romagn., 1974